# Dragana Macanović
Dragana Macanović (* 7. Oktober 2001) ist eine serbische Sprinterin, die sich auf die 400-Meter-Distanz spezialisiert hat.

## Sportliche Laufbahn
Erste internationale Erfahrungen sammelte Dragana Macanović im Jahr 2021, als sie bei den Balkan-Meisterschaften in Smederevo in 57,16 s den siebten Platz im A-Lauf über 400 m belegte und mit der serbischen 4-mal-400-Meter-Staffel in 3:42,66 min Rang vier erreichte. 
2021 wurde Macanović serbische Meisterin im 400-Meter-Lauf.

## Persönliche Bestleistungen
- 400 Meter: 55,26 s, 19. Juni 2021 in Limassol
  - 400 Meter (Halle): 57,37 s, 6. Februar 2021 in Belgrad